# ベトナム国民党

1945年以前にベトナム国民党が使用した旗

ベトナム国民党（ベトナムこくみんとう、ベトナム語：Việt Nam Quốc dân đảng / 越南國民黨）は、中国国民党の影響を強く受けて成立したベトナムの政党。1927年12月結成、1975年解散。

## 歴史
フランス統治下の1927年12月に成立し、1929年初めには1500人のメンバーがいた。
1929年2月9日、バザン暗殺事件。
国民党のリーダーは、社会主義にも意識的であったが、土地改革などには関心を持っておらず、農民と政治的に組もうとはしなかった。
1930年2月10日、イエンバイ蜂起。
1930年に内紛により分裂し、中国へ流れたグループはファン・ボイ・チャウ派のグループと合同した。
1945年の八月革命によってベトナム民主共和国が成立した。当時の蔣介石の中国駐在軍の圧力のため、ベトミンはベトナム国民党の政府参加を一時容認したが、第一次インドシナ戦争の勃発後間もなくベトナム国民党を追放した。打撃を受けたベトナム国民党は、1954年7月21日のフランス降伏の後も南ベトナムへ留まった。
1960年11月11日、1960年ベトナム共和国の軍事クーデター未遂。1962年2月27日、南ベトナム独立宮殿爆撃。
1975年のサイゴン陥落に伴い、ベトナム国民党も解散された。